# Kurt Maflin
Kurt Maflin (Southwark, Londen, 8 augustus 1983) is een in Engeland  geboren Noorse snookerspeler. Zijn bijnaam is The Viking. Hij heeft meer dan 190 century breaks op zijn naam staan.
Tot 2004 speelde Maflin in Engeland, daarna verhuisde hij met zijn vrouw naar Noorwegen. Hij haalde halve finales bij de PTC Finals 2013, de China Open 2015 en de Riga Masters in 2019.

## Belangrijkste resultaten

### Wereldkampioenschap
Hoofdtoernooi (laatste 32 of beter):
| #  | Seizoen     | Editie  | Prestatie   | Extra                                |
| -- | ----------- | ------- | ----------- | ------------------------------------ |
| 1. | 2019 / 2020 | WK 2020 | Kwartfinale | Verloor met 13-10 van Anthony McGill |
| 2. | 2020 / 2021 | WK 2021 | Laatste 32  | Verloor met 10-1 van Mark Selby      |